# Sonnancio de Reims

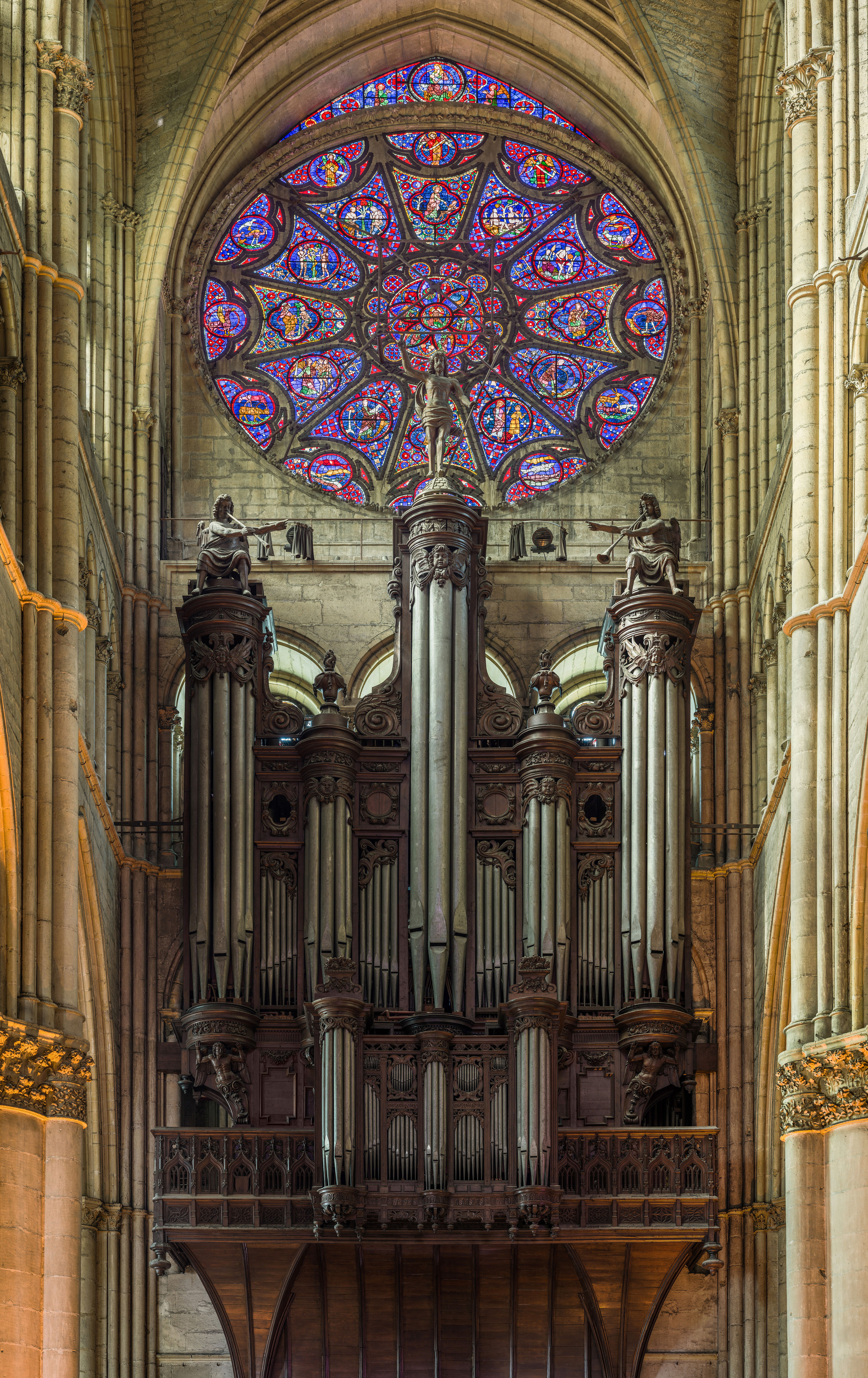
Catedral de Reims

Sonnacio es mencionado a principios del siglo VII  del cual se sabe que fue obispo de Reims.
Reims es una ciudad de la histórica región Champaña Ardenas en el noreste de Francia. Es la capital no oficial de la región vitivinícola de Champaña. El arco triunfal Porte de Mars del siglo III marca el período de la ciudad bajo el régimen romano. Por más de 1,000 años, los reyes franceses fueron coronados en su catedral de Notre Dame.
Para el 625 se realizó un concilio en esta ciudad en el cual las resoluciones se le atribuyen al mismo Sonnacio solo cabe la duda ya que los decretos solo son adaptaciones del concilio de Clichy (626-627) en el que también participó Sonnacio. 
En el concilio de Reims participaron varios obispos, la mayoría de la región Galia en la cual reinaba Clotaire. Se decretaron 25 cánones los cuales trataban cuestiones referentes a la reforma del clero, se manda hacer sufragios por los difuntos y que no se apliquen las misas solo sean por intención de los fundadores. Des estos cánones los obispos tenía que publicarlos en sus diócesis.